# Bernard Jouanneau
Pour les articles homonymes, voir Jouanneau.
Bernard Jouanneau est un avocat français, né le 28 mai 1941 à Tours et mort à Créteil le 6 juin 2017.

## Biographie
Avocat au barreau de Paris, Bernard Jouanneau est le collaborateur puis l'ami et enfin l'avocat de Robert Badinter, grâce à qui il fut nommé au conseil juridique de la LICRA en 1970. Il s'éloignera de la celle-ci lors de la première « affaire Siné », en 1983, et démissionne dix ans plus tard de ses responsabilités à la LICRA lors de « l'affaire L'Oréal ».
En 1973, il a défendu l'écrivain Bernard Noël, condamné à quatre mille francs d'amende pour outrage aux bonne mœurs. Le jugement met directement en cause l'avocat :
« Bernard Noël a fait plaider, non sans outrecuidance, qu'il n'était pas possible qu'ayant lu le Château de Cène, "le tribunal [...] ne ressente pas [...] l'offense (pour ne pas dire l'outrage) [...] qui est faite au bon sens, à la liberté et, enfin, à votre justice elle-même par les poursuites" (sic) [...], qui a même, par l'intermédiaire de son conseiller, Me Jouanneau, invité les magistrats de ce tribunal à ne pas "se conduire en chiens policiers " (re-sic), c'est-à-dire, selon lui, à ne pas lire le livre pour n'y découvrir et n'en retenir que les passages licencieux." »
En 2007, il a été l'un des avocats de la défense dans le procès intenté par Robert Faurisson à Robert Badinter et Arte. Michel Rasle, avocat de la chaîne de télévision, a plaidé la conformité entre les propos tenus par Robert Badinter et le jugement de 1981 auquel il se référait (condamnant Robert Faurisson), Bernard Jouanneau, avocat de Robert Badinter, a plaidé l'exception de vérité (c'est-à-dire la preuve parfaite et corrélative) et Henri Leclerc, avocat des deux personnes poursuivies, a plaidé la bonne foi (c'est-à-dire le sérieux des éléments d'information réunis, la prudence dans l'expression, l'absence d'animosité personnelle et la légitimité du but poursuivi). La relaxe a été prononcée au bénéfice de la bonne foi.
Il a été jusqu'à sa mort le président de l'association Mémoire 2000, qui « s'adresse aux jeunes scolaires pour les informer et les sensibiliser à toutes les formes d'atteintes aux droits de l'homme », et se dit favorable à la rédaction des lois mémorielles, notamment la loi Gayssot ou la proposition de loi Boyer qui prévoyait d'interdire la contestation des génocides reconnus par la loi, mais qui fut, elle, censurée par le Conseil constitutionnel. Il s'est d'ailleurs beaucoup investi dans la défense de la cause arménienne en menant divers procès. L'un contre l'encyclopédie le Quid (gagné en première instance mais perdu en appel) et l'autre contre le Consul général de Turquie à Paris (perdu en première instance et en appel, la partie civile étant condamnée aux dépens). En 2014, il a aidé Valérie Boyer à rédiger une proposition de loi qui a échoué devant l'Assemblée nationale.
Il a également été l'avocat de Thierry Meyssan dans le procès en diffamation que celui-ci a engagé contre Le Monde, après que le quotidien eut publié une recension très critique du livre L'Effroyable Imposture. Thierry Meyssan a été débouté. De même, Bernard Jouanneau a représenté Thierry Meyssan contre Paris Match, également pour diffamation, à la suite d'un compte-rendu très critique du même livre. Là encore, son client a été débouté — et même condamné aux dépens.
En 2004, Bernard Jouanneau a participé à la Commission d'enquête citoyenne, créée à l'initiative d'ONG, cherchant à établir la responsabilité présumée de la France dans le génocide des Tutsi du Rwanda en 1994.
Il décède à Créteil le 6 juin 2017.

### Affaires médiatisées
- Avocat de la LICRA contre Jean-Marie Le Pen lors de l'affaire du « détail », en 1987 ;
- Avocat du milliardaire Jean Frydman contre François Dalle, PDG de L'Oréal, en 1989 ;
- Avocat de Robert Badinter contre Robert Faurisson, en 2007.

## Publication
- La Justice et l'histoire face au négationnisme : au cœur d'un procès  (préf. Robert Badinter), Paris, Fayard, 2008, 396 p. (ISBN 978-2-213-63558-3).